# Đặng Phúc Thông
Đặng Phúc Thông (1906-1951), là một kỹ sư giao thông công chính, Thứ trưởng Bộ Giao thông công chính của Chính phủ Việt Nam Dân chủ Cộng hòa, là thành viên Đảng Xã hội Việt Nam.

## Quê quán
Ông quê tại làng Khối Lỗ, xã Cự Khối, huyện Gia Lâm, tỉnh Bắc Ninh, nay thuộc phường Cự Khối, quận Long  Biên, thành phố Hà Nội trong một gia đình Nho học truyền thống và là người thông minh, có học vấn cao. Em trai ông là Đặng Chấn Liêu, Giáo sư giảng viên tiếng Anh nổi tiếng - Chủ nhiệm Khoa Sư phạm Tiếng Anh đầu tiên, trường Đại học Sư phạm Hà Nội.

## Học tập tại Pháp
Sau khi tốt nghiệp Tú tài toàn phần loại xuất sắc, ông được cử sang Pháp học tập.
Sau đó, ông đã tốt nghiệp loại ưu tại hai trường danh tiếng của Pháp là Đại học Mỏ Địa chất và Đại học Cầu Đường.

## Làm việc trong ngành khai khoáng và giao thông công chính
Ngay sau khi về nước, chính quyền Pháp ở Đông Dương đã mời ông vào làm việc với ưu đãi cho nhập quốc tịch Pháp nhưng ông cương quyết từ chối. Chính quyền thực dân điều ông đến làm việc tại vùng mỏ Phấn Mễ.
Ồng phải xa gia đình lên Thái nguyên làm việc. Sau gần 2 năm làm việc ở mỏ than Phấn Mễ, ông được điều chuyển về làm việc tại Sở Địa chất và mỏ Đông Pháp. Thời gian này, ông đã cùng với các trí thức yêu nước khác như Đặng Thai Mai, Hoàng Minh Giám, Nguyễn Xiển, Hoàng Xuân Hãn... sáng lập tờ báo khoa học nhằm truyền bá sâu rộng kiến thức khoa học bằng tiếng Việt. Qua đó nhằm chuẩn bị cho một nền giáo dục tương lai của đất nước; khẳng định tinh thần độc lập của đội ngũ trí thức dân tộc.
Không ngờ chính tại nơi đây đã xuất hiện tư tưởng ghen ghét và thái độ trịch thượng của một số viên chức người Pháp khiến ông phải xin chuyển về làm việc ở Sở Hoả xa Đông Dương, cơ quan đóng tại Nha Trang. Ông làm kỹ sư trưởng ở Sở Hỏa xa Quận 3, phụ trách tuyến đường sắt từ ga Diêu Trì (Bình Định) vào đến ga Tháp Chàm (Phan Rang).
Tại đây, với lối sống bình dị và hòa đồng, ông đã được nhân dân địa phương và các viên chức trong Sở Hỏa xa yêu mến, uy tín cá nhân của ông mỗi lúc một nâng cao. Ông quen biết nhiều nhân vật nổi tiếng lúc đó và tham gia Đảng Xã hội Việt Nam.
Do vậy, sau khi Nhật làm cuộc đảo chính Pháp vào đêm 9/3/1945, bằng sự nhạy bén của một trí thức yêu nước, ông sớm nhận ra bản chất tàn bạo của phát xít Nhật nên ông đã chủ động xin nghỉ việc và kiên quyết từ chối lời đề nghị của Chính phủ Trần Trọng Kim mời ra làm Bộ trưởng Bộ Giao thông. Cũng trong thời điểm này, người trí thức yêu nước ấy đã liên lạc với các cán bộ Việt minh, mở đường cho ông trở thành một trí thức cách mạng.
Cách mạng Tháng Tám thành công, nước Việt nam đứng trước nguy cơ thù trong giặc ngoài; nạn đói, nạn dốt; trong bối cảnh ấy, theo sự điều động của Chính phủ lâm thời; ông đã tham gia tích cực trong việc vận chuyển lương thực từ các tỉnh phía Nam ra miền Bắc để khẩn cấp cứu đói và bảo đảm thông suốt giao thông tuyến Bắc - Nam để đưa vũ khí và các đoàn quân Nam tiến vào các tỉnh phía Nam để cùng đồng bào Nam bộ kháng chiến.

## Tham gia chính quyền cách mạng
Ông đã đảm nhận các chức vụ như: Thứ trưởng Bộ Giao thông Công chính kiêm Giám đốc Hỏa xa Việt Nam, trực tiếp chỉ huy các đoàn tàu vào miền Nam chở lương thực và các đoàn quân Nam tiến vào năm 1945-1946; thành viên Ủy ban nghiên cứu kế hoạch kiến thiết,, tham gia phái đoàn Chính phủ đàm phán tại Hội nghị Fontainebleau;
Năm 1947 gia đình ông bị kẹt ở Hà Nội khi Pháp chiếm đóng. Pháp cho hai nhân vật đến thăm dò ý kiến, ông tiếp họ rồi viết báo cáo bằng tiếng Pháp gửi lên chiến khu Việt Bắc. Ông chủ động bắt liên lạc với các cán bộ cách mạng hoạt động bí mật trong nội thành. Cuối cùng, hai ông bà đã được cách mạng tổ chức đưa ra vùng tự do, lên chiến khu Việt Bắc vào cuối tháng 8 năm 1947.
Lên tới ATK (An toàn khu) Việt Bắc, kỹ sư Đặng Phúc Thông được giao tiếp tục làm Thứ trưởng Bộ Giao thông công chính. Bác Hồ rất phấn khởi. Người nói: "Chúng ta đều biết, chú Thông từ Thủ đô Hà Nội bị tạm chiếm về đến vùng căn cứ an toàn có thể xem như quân dân ta đã thắng to quân địch".
Sau đó ông kiêm chức vụ Hiệu trưởng trường Cao đẳng kỹ thuật.

## Qua đời
Năm 1951 khi về Thanh Hóa công tác, ông bị ốm nặng và mất tại đây vào rạng sáng 29/12/1951 (tức mồng 2 tháng 12 năm Tân Mão).
Được tin ông từ trần, từ chiến khu Việt Bắc, Hồ Chủ tịch đã gửi điện chia buồn đến những người thân trong gia đình ông, trong đó, Bác Hồ viết: "Tôi rất buồn được tin chú Đặng Phúc Thông, Thứ trưởng Bộ Giao thông công chính vừa mất cuối tháng trước. Tôi rất thương tiếc, vì chú Thông là một cán bộ cao cấp xuất sắc của Chính phủ, một chiến sĩ trung thành của dân tộc và một người bạn tốt của tôi".
Vợ ông là bà Nguyễn Thị Bính, con gái của cụ Hường Nguyễn Trác đã làm thơ tưởng nhớ chồng với lời thơ chất phác nhưng giàu cảm xúc:
Cùng nhau nguyện ước bạc đầu
Nhịp ô đã quyết bắc cầu Ngân Giang
Nào ngờ ân ái nhỡ nhàng
Bước đường sinh tử đoạn trường chia hai
(Nỗi cô đơn, 1953)

## Vinh danh
Ông từng được Hồ Chí Minh đánh giá là một cán bộ cao cấp xuất sắc của chính phủ, một chiến sĩ trung thành của dân tộc.
Ông được Nhà nước Việt Nam tặng Huân chương Kháng chiến (hạng nhất).
Nhân kỷ niệm 102 năm ngày sinh của Đặng Phúc Thông, Hội đồng nhân dân thành phố Hà Nội lấy tên ông đặt cho đoạn đường dài 1,5 km di qua quê hương ông tại xã Yên Thường, huyện Gia Lâm, nối từ đường Hà Huy Tập tới địa phận thành phố Từ Sơn tỉnh Bắc Ninh.